# گربه‌ماهیان مخملی
گربه‌ماهیان مخملی (نام علمی: Diplomystidae) نام یک تیره از راسته گربه‌ماهی‌سانان است.